# Luis dos Santos Luz
Luis dos Santos Luz (* 29. November 1909 oder 26. Januar 1909 in Porto Alegre; † 27. August 1989 ebenda) war ein brasilianischer Fußballspieler.

## Karriere

### Verein
Auf Vereinsebene war er mindestens 1928 bei Americano-RS aktiv und gewann dort das Campeonato Gaucho. Im Jahr 1934 wird er seitens der RSSSF unter dem Namen Luis Luz als Spieler des Club Atlético Peñarol geführt. Allerdings gehörte er in jenem Jahr nicht der Kernmannschaft an. Ein weiterer Verein im Laufe seiner Karriere war der Grêmio FBPA. Mit Grêmio gewann Luz 1937, 1938 und 1939 jeweils die Stadtmeisterschaft von Porto Alegre.

### Nationalmannschaft
Luz war Mitglied der A-Nationalmannschaft Brasiliens und nahm mit dieser an den Fußball-Weltmeisterschaften 1934 teil. Dort feierte er sein Debüt in der Seleção am 27. Mai 1934 bei der 1:3-Niederlage gegen Spanien. Dies blieb sein einziger WM-Turniereinsatz. In jenem Jahr absolvierte er ein weiteres offizielles Freundschaftsländerspiel gegen die Auswahl Jugoslawiens und kam zudem in sieben weiteren inoffiziellen Länderspielen zum Einsatz.

## Erfolge
Americano
- Staatsmeisterschaft von Rio Grande do Sul: 1928

Grêmio
- Stadtmeisterschaft von Porto Alegre: 1937, 1938, 1939